# Bokel (Papenburg)
Bokel ist ein Stadtteil von Papenburg an der Ems. Bokel wird primär landwirtschaftlich und zum Wohnen genutzt.

## Geschichte
Am 1. Januar 1973 wurde Bokel in die Stadt Papenburg eingegliedert.
Das Gebiet der Meyer Werft zählte stets zu Bokel, seit dessen Erweiterung zwischen 2002 und 2008 jedoch zum östlich angrenzenden, zu der Zeit neu geschaffenen Stadtteil Untenende.

## Kultur
Jeweils am ersten Wochenende im August findet das große Sommerfest in Bokel statt.